# Zanabazar (dinoszaurusz)
A Zanabazar a troodontida dinoszauruszok egyik neme, amely a késő kréta időszakban élt Mongóliában. A Zanabazar a Troodont leszámítva a legnagyobb ismert troodontida, a koponyája 272 milliméter hosszú.
E theropoda fosszíliáit a mongóliai Nemegt Formációban fedezték fel. 1974-ben, Richen Barsbold a Saurornithoides új fajaként osztályozta egy kis példány alapján, amiről azt gondolta, hogy közelebbi rokonságban állt az S. mongoliensisszel, mint a többi troodontidával, de a nem 2009-es áttekintése során kiderült, hogy ezt az elképzelést nem támogatják. Mark Norell és kollégái az új Zanabazar nembe sorolták be fajt, melyet a külső-mongóliai tibeti buddhizmus első spirituális vezetője, Dzanabadzar után neveztek el.

## Fordítás
- Ez a szócikk részben vagy egészben a Zanabazar (dinosaur) című angol Wikipédia-szócikk ezen változatának fordításán alapul.  Az eredeti cikk szerkesztőit annak laptörténete sorolja fel. Ez a jelzés csupán a megfogalmazás eredetét és a szerzői jogokat jelzi, nem szolgál a cikkben szereplő információk forrásmegjelöléseként.